# 16241 Dvorsky
16241 Dvorsky (2000 GD126) là một tiểu hành tinh vành đai chính được phát hiện ngày 7 tháng 4 năm 2000 bởi Nhóm nghiên cứu tiểu hành tinh gần Trái Đất phòng thí nghiệm Lincoln ở Socorro.

## Lịch sử
Tiểu hành tinh được đặt theo tên của giáo viên Mary Ann Dvorsky thuộc Trường trung học Montgomery Blair, giám khảo vòng chung kết Nghiên cứu tài năng khoa học Intel năm 2002.